# 贾斯汀猪笼草
贾斯汀猪笼草（學名：Nepenthes justinae）是一種生活在熱帶地區的豬籠草，只生長在菲律宾棉兰老岛的漢密吉伊坦山海拔約1000-1620米的地方。
種名命名為「justinae」是为了纪念棉兰老岛東達沃省圣伊西德罗市的市长Justina Yu，她的努力使得漢密吉伊坦山野生动物保护区在2014年被联合国教科文组织列為世界遗产。
贾斯汀猪笼草没有經正式確认的自然杂交种，尽管漢密吉伊坦山發現的某些交種可能是贾斯汀猪笼草與漢密吉伊坦山豬籠草、小瓮豬籠草和盾葉毛豬籠草这三个物种的交種。